# Dreifaltigkeitsbasilika (Janów Podlaski)

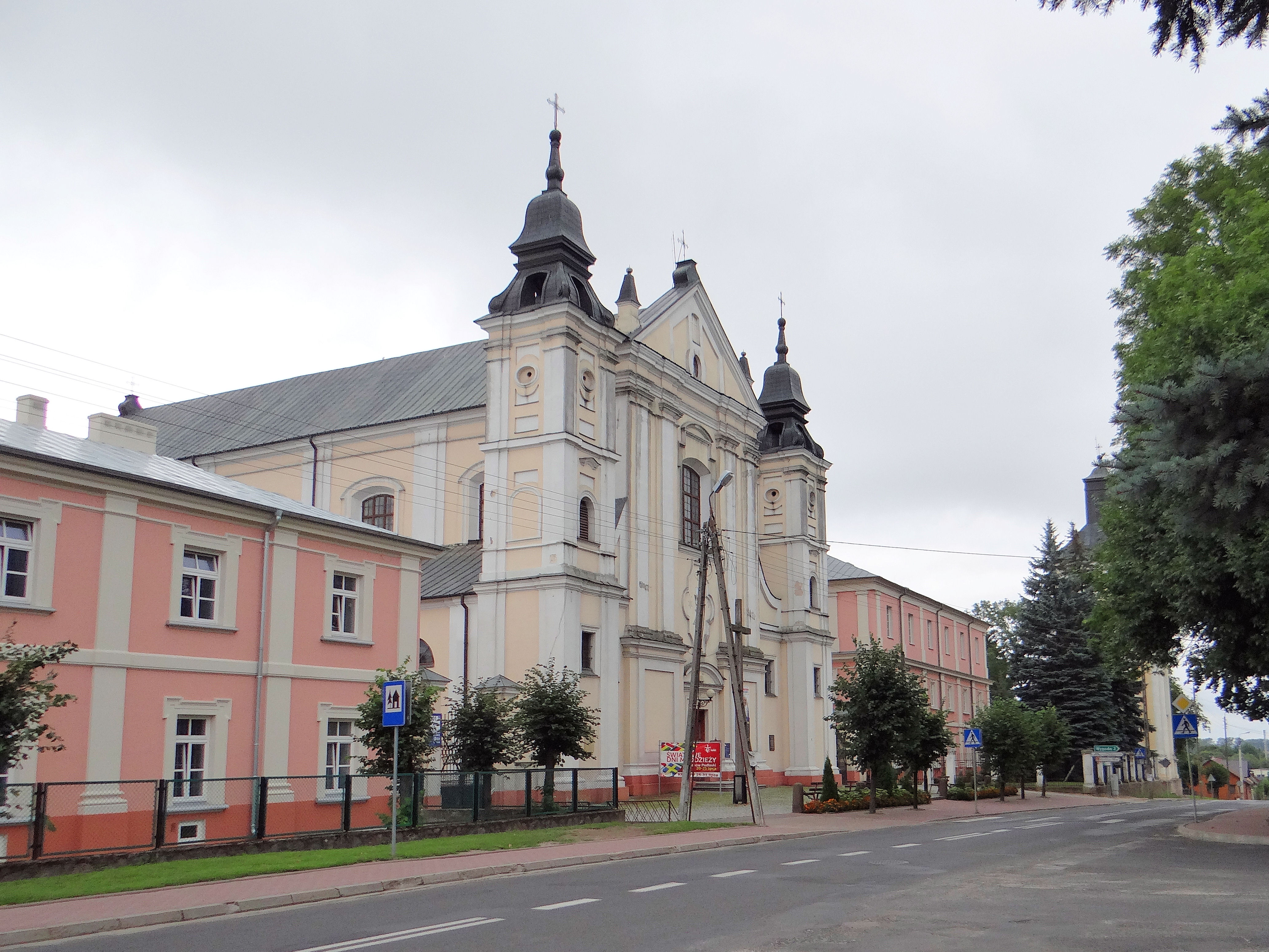
Dreifaltigkeitsbasilika

Die Dreifaltigkeitsbasilika (polnisch Bazylika kolegiacka Świętej Trójcy) ist eine römisch-katholische Pfarr- und Stiftskirche in Janów Podlaski in der ostpolnischen Woiwodschaft Lublin. Das barocke Bauwerk aus dem frühen 18. Jahrhundert ist als Baudenkmal geschützt und trägt den Titel einer Basilica minor.

## Geschichte

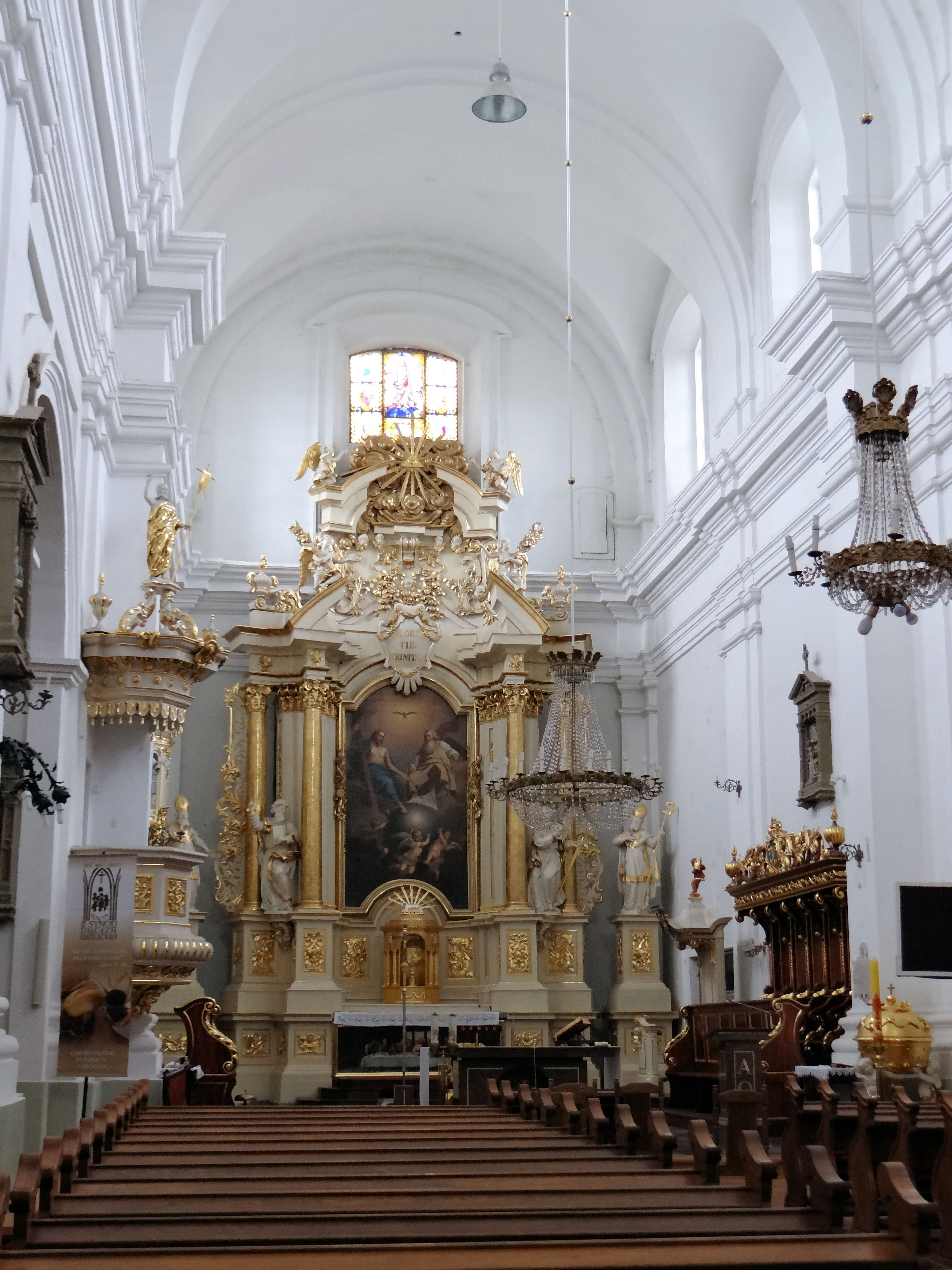
Innenraum

Die Kirche wurde zwischen 1714 und 1735 zusammen mit einem Glockenturm erbaut. Von 1818 bis 1867 und von 1918 bis 1924 diente sie als Kathedrale der Diözese Janów, heute Bistum Siedlce.
In der Kirche befinden sich der Sarkophag und das Denkmal des Bischofs, Dichters und Historikers Adam Naruszewicz (1733–1796), der seine letzten Lebensjahre in Janów Podlaski verbrachte. Die Kirche hat eine Fassade mit zwei Türmen und einen dreischiffigen Innenraum. Sie ist Sitz des Stiftskapitels von Janów.
Am 7. Juni 2018 wurde der Dreifaltigkeitsstiftskirche in Janów Podlaski der Titel einer Basilica minor verliehen. 